# Cordeilla
Pour les articles homonymes, voir Cordelia.
Cordeilla ou Cordelia (en français : Cordeille,,) est une reine légendaire de l’île de Bretagne (actuelle Grande-Bretagne), dont l’« histoire » est rapportée par Geoffroy de Monmouth dans son Historia regum Britanniae (vers 1135). Elle est la plus jeune fille du roi Leir (Le Roi Lear de William Shakespeare). Son règne n’aurait duré que 5 ans.

## Le royaume de l’île de Bretagne
Après la guerre de Troie, Énée arrive en Italie, avec son fils Ascagne et devient le maître du royaume des Romains. Son petit-fils Brutus est contraint à l’exil après avoir accidentellement tué son père. Après une longue navigation, Brutus débarque dans l’île de Bretagne, l’occupe et en fait son royaume. Il épouse Innogen dont il a trois fils. À sa mort, le royaume est partagé en trois parties et ses fils lui succèdent : Locrinus reçoit le centre de l’île à qui il donne le nom de « Loegrie », Kamber reçoit la « Cambrie » (actuel Pays de Galles) et lui donne son nom, Albanactus hérite de la région du nord et l’appelle « Albanie » (Écosse). À la suite de l’invasion de l’Albanie par les Huns et de la mort d’Albanactus, le royaume est réunifié sous la souveraineté de Locrinus. C’est le début d’une longue liste de souverains.

## Cordeilla

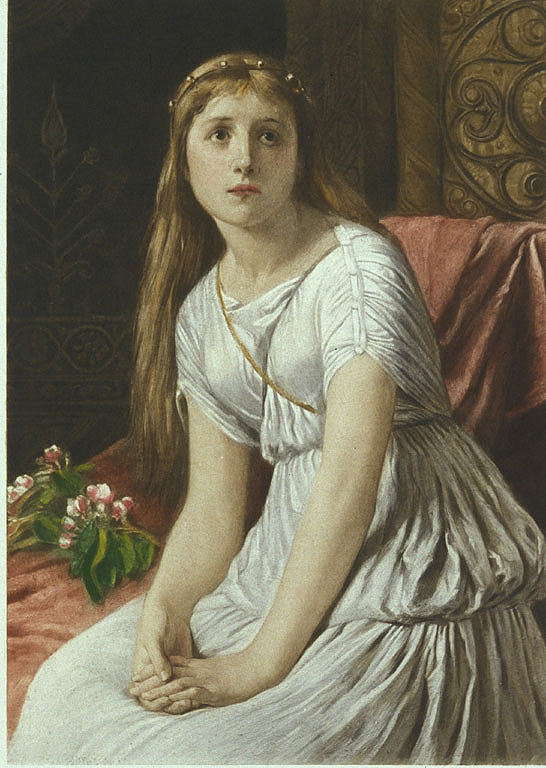
Cordeilla, de William Frederick Yeames (1888).

Le roi Leir n’a pas eu d’héritier mâle, mais trois filles : Gonorilla (en), Regau et Cordeilla. Dans sa vieillesse, il décide de partager son royaume en trois et de marier ses filles. Pour attribuer la meilleure partie des terres, il les interroge pour savoir laquelle a le plus d’affection pour lui. Gonorilla lui répond qu’elle l’aime plus que son âme, Regau affirme qu’elle l’aime plus que toutes les autres créatures. Cordeilla lui répond qu’elle l’aime comme un père, mais ne lui fait aucune flatterie. Le royaume est divisé en deux : Leir se réserve une moitié jusqu’à sa mort, l’autre revient à ses deux premières filles qui se marient, l’une à Henvinus duc de Cornouailles et l’autre à Maglaurus, duc d’Albanie. Cordeilla est déshéritée.
Le roi des Francs, Aganippe (Aganippus), envoie des messagers à Leir pour demander la main de Cordeilla dont la beauté lui a été vantée. Leir accepte mais ne donne ni terre ni dot à sa fille. Aganippe lui répond qu’il est riche et possède la moitié de la Gaule.
Leir ayant été chassé de son royaume par ses gendres, il décide de se rendre en Gaule. Arrivé à Karitia, il envoie un messager à Cordeilla qui lui décrit ses infortunes et sa misère. Elle lui fait porter de l’or et de l’argent, lui fournit quarante soldats et l’invite à se rendre dans une autre ville, pour se reposer. Aganippe lève une armée pour son beau-père, qui regagne la Bretagne avec Cordeilla. Avec son armée, Leir bat les ducs d’Albanie et de Cornouailles et règne ensuite encore trois ans jusqu’à sa mort. Cordeilla lui succède sur le trône du royaume de Bretagne.
Au bout de cinq ans de règne, ses deux neveux Marganus (fils de Maglaurus, duc d’Albanie) et Cunedagius (fils d’Henvinus, duc de Cornouailles) se révoltent. Ils trouvent indigne que le royaume de Bretagne soit gouverné par une femme. Après avoir dévasté le pays avec leurs armées, ils attaquent la reine et la capturent. Elle se suicide dans sa prison. Les deux cousins se partagent le royaume. Deux ans plus tard, Marganus tente de s’emparer de la totalité de l’île, mais il est sévèrement défait par Cunedagius qui le tue dans un village de Cambrie, où il s’était réfugié et qui porte maintenant le nom de Margan. Cunedagius devient le seul roi.

## Source
- Geoffroy de Monmouth, Histoire des rois de Bretagne, traduit et commenté par Laurence Mathey-Maille, Les Belles lettres, coll. « La Roue à livres », Paris, 2004,  (ISBN 2-251-33917-5).

## Note
1. ↑  Jehan de Waurin, Recueil des croniques et anchiennes istories de la Grant Bretaigne, à présent nommé Engleterre, XVe vol.1, p.87.
2. ↑  Isaac de Larrey, Histoire d'Angleterre, d'Ecosse, et d'Irlande, partie 1, 1707.
3. ↑  Philippe Haugeard, Du roman de Thèbes à Renaut de Montauban: une genèse sociale des représentations familiales, 2002, p.28.
4. ↑  Différentes localisations ont été avancées (Carhaix, Ker Is, Calais, Paris), mais Geffroy de Monmouth ne donne aucune indication.